# 地方公営企業
地方公営企業（ちほうこうえいきぎょう）とは、日本の地方公共団体が経営する公営企業である。
地方自治法263条では「普通地方公共団体の経営する企業の組織及びこれに従事する職員の身分取扱並びに財務その他企業の経営に関する特例は、別に法律でこれを定める。」としており、具体的には地方財政法第5条及び第6条、地方公営企業法、地方公営企業労働関係法、地方公共団体金融機構法（旧地方公営企業等金融機構法）などに定めがある。また、財政再建の規定としては地方公共団体財政健全化法が適用される。
都道府県及び市町村（特別区を含む。）が経営し、法人格を持たないためいわゆる社内カンパニーにあたる。

## 概要
地方公共団体の公共サービスには、土木、教育、社会福祉、産業振興などの一般行政サービスと、水道、交通、病院などの企業的な事業サービスがある。このうち企業的な事業サービスは、サービスの効果が特定の利用者に帰属する。そのため利用者の負担の公平の観点から、サービスの受益者から対価を受け取って、その事業収入で運営することを原則としており、地方公共団体が行うこれらのサービスは「地方公営事業」と呼ばれている。この地方公営事業には地方公営企業法が関係するものと、地方公営企業法が関係しないその他の事業（後述）がある。
地方公営企業によるサービスは一般行政サービスと違い、受益者が特定化され消費が競合的で、費用負担のない者の排除が可能であることから、原則としてサービスの対価である料金を対価に充てることとされ、特別会計を設けて独立採算制とすることとされている。
また、地方公営企業はすべて地方公共団体の直営である。住宅供給公社、道路公社、土地開発公社の地方3公社のほか、交通事業を経営する株式会社など地方公共団体による間接経営の法人もあるが、これらは地方公営企業ではなく地方公共企業体として区別されている（ただ間接経営の規定は地方公営企業法第42条にある）。
なお、地方公営企業法が関係せず、地方公営企業に分類されないその他の事業として、国民健康保険事業（国民健康保険法）、競馬や競輪、宝くじなどの収益事業、農業共済事業（農業保険法）、交通災害共済事業（地方公共団体の条例）、公立大学付属病院事業など、主としてその事業の経費を当該事業による収入をもって充てる事業があり、それぞれの法律や条例などで運営されている。

## 法律の適用による区分
地方公営企業には地方公営企業法の規定の全部又は一部を適用している法適用企業と、地方公営企業法の規定を適用していない法非適用企業に分類される。

### 法適用事業

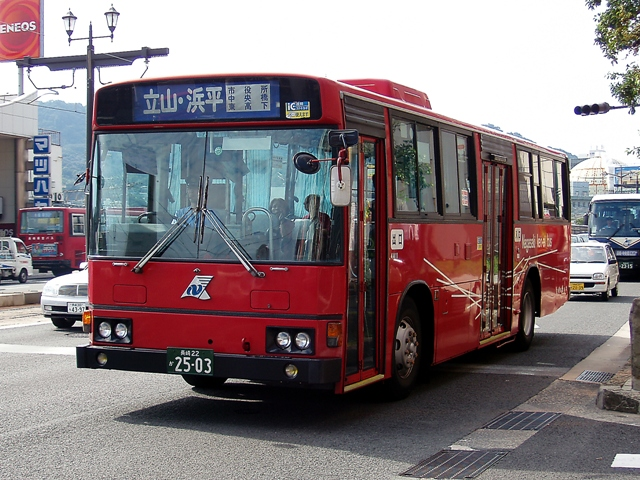
長崎県営交通事業・長崎県営バス

地方公営企業法の規定が適用される事業を法適用事業という。

#### 当然適用事業
地方公営企業法の規定が当然に適用される事業を当然適用事業といい、全部適用事業と財務規定等適用事業がある。経理は企業会計方式で複式簿記でなければならない。
当然適用事業のうち全部適用事業とは、地方公営企業法の全部が当然に適用されるものをいう。地方公営企業法第2条第1項に規定されている以下の事業で、これらは法定7事業と呼ばれている。
1. 水道事業 - 水道法にいう水道事業で、水道用水供給事業を含み、簡易水道事業は除く[5]。
2. 工業用水道事業 - 工業用水道事業法に定めるもの[5]。
3. 軌道事業 - 軌道法にいう運輸事業で無軌条電車事業を含む[5]（路面電車等）。
4. 自動車運送事業 - 道路運送法にいう自動車運送事業[5]（路線バス等）。
5. 鉄道事業 - 鉄道事業法にいう鉄道事業で、索道事業を除く[5]。
6. 電気事業 - 電気事業法にいう電気事業[5]。
7. ガス事業 - ガス事業法にいうガス事業[5]。

また財務規定等適用事業とは、地方公営企業法のうち財務規定等の規定が当然に適用されるものをいう。地方公共団体の経営する企業のうち病院事業がこれにあたる（地方公営企業法第2条第2項）。なお、条例で定めるところにより、地方公営企業法のすべての規定を適用することもできる（地方公営企業法第2条第3項）。

#### 任意適用事業

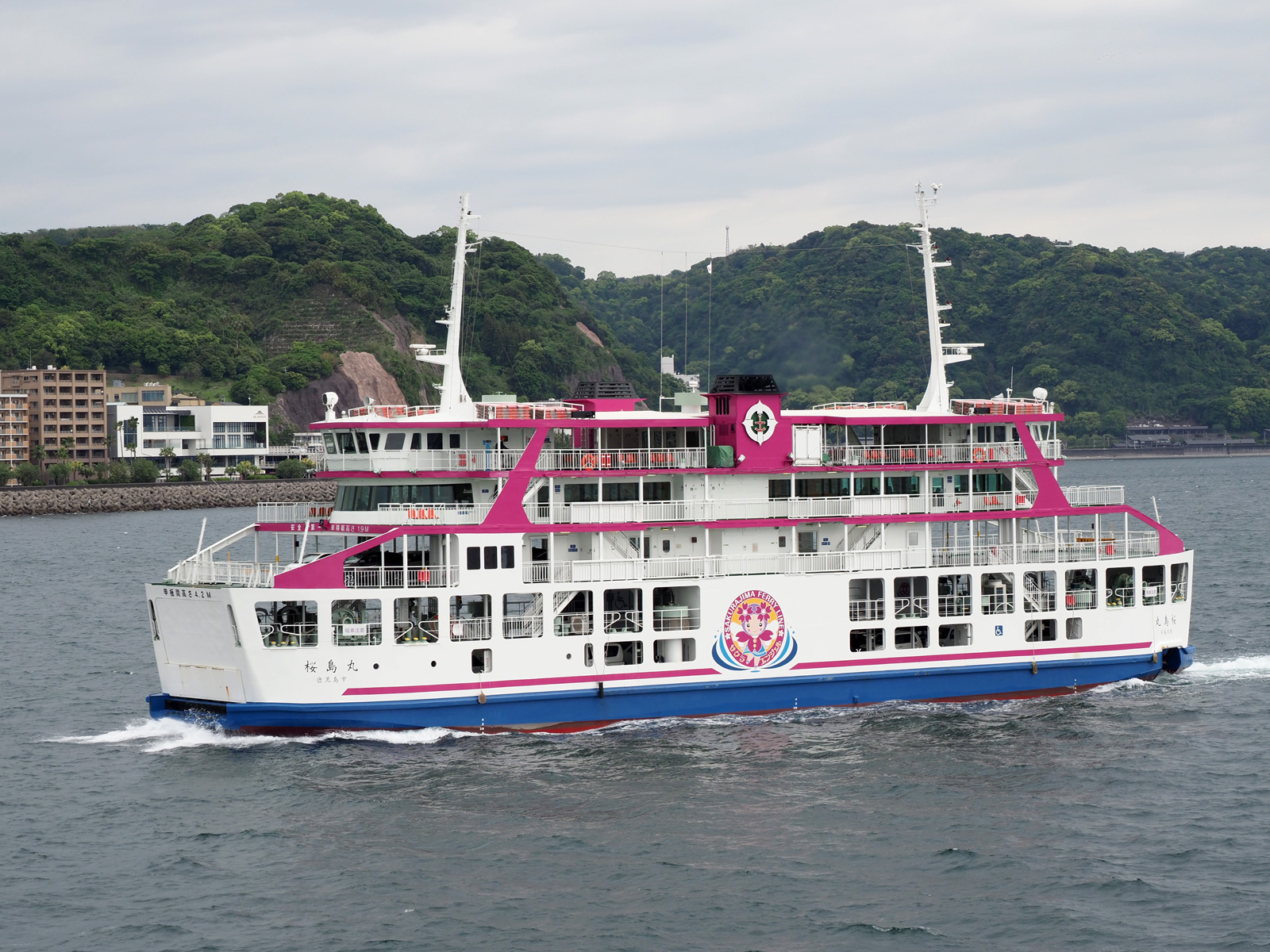
鹿児島市一般旅客定期航路事業（桜島フェリー）

法非適用事業であっても、地方公共団体は条例（一部事務組合又は広域連合では規約）で定めるところにより、その経営する企業に地方公営企業法の規定の全部又は一部を適用することができる（地方公営企業法第2条第3項）。これを任意適用事業という。
例えば交通事業のうち船舶運航事業は法非適用事業であるが、桜島フェリーでは2004年（平成16年）11月1日に地方公営事業法の全部を適用した。

### 法非適用事業
地方公営企業法の適用を当然には受けない（ただし地方自治法及び地方財政法の適用は受ける）ものを法非適用事業という。ただし、先述のように法非適用事業であっても、条例（一部事務組合又は広域連合では規約）で定めるところにより、その経営する企業に地方公営企業法の規定の全部又は一部を適用することができる（地方公営企業法第2条第3項）。
法非適用事業には、地方財政法第6条及び地方財政法施行令第46条により特別会計設置義務のある公営企業と、特別会計設置義務はないが公営企業決算統計対象の公営企業がある。
- 特別会計設置義務のある公営企業
  - 交通事業（船舶運航事業）[5]
  - 電気事業（発電事業の要件を満たさないものなど電気事業法に規定する電気事業以外のもの）[5]
  - 簡易水道事業[5]
  - 市場事業（卸売市場法）[5]
  - と畜場事業（と畜場法）[5]
  - 観光施設事業[5]
  - 宅地造成事業[5]
  - 下水道事業（公共下水道、特定公共下水道、特定環境保全公共下水道）[5]

- 特別会計設置義務はないが公営企業決算統計対象の公営企業
  - 下水道事業（流域下水道など）[5]
  - 有料道路事業（道路整備特別措置法、道路運送法、道路法）[5]
  - 駐車場整備事業（駐車場法）[5]
  - 介護サービス事業（介護保険法、老人福祉法、健康保険法）[5]

## 組織
以下、この節では地方公営企業法の規定が適用される法適用企業の組織について述べる。

### 管理者
地方公営企業を経営する地方公共団体（都道府県、市町村、広域連合）には原則として管理者が置かれ、地方公営企業を管理する（地方公営企業法第7条）。事業の種類や規模によっては、管理者を置かないことを条例で定めることができ、その場合は地方公共団体の長が管理する（地方公営企業法第7条但書）。
管理者（「企業管理者」、「水道事業管理者」、「病院事業管理者」などと呼ばれる）は、地方公営企業の経営に関し識見を有する者のうちから、地方公共団体の長（都道府県知事、市町村長、広域連合長）が任命する（地方公営企業法第7条の2第1項）。管理者の任期は4年（地方公営企業法第7条の2第4項）。
地方公営企業を共同処理する一部事務組合は企業団という。企業団には地方公営企業法上の管理者は置かれず、地方自治法上の一部事務組合の管理者（「企業長」と称する）が管理する。企業長は、地方公営企業の経営に関し識見を有する者のうちから、原則として企業団を組織する地方公共団体の長が共同で任命する。なお、地方公営企業を共同処理する広域連合は広域連合企業団という。
地方公営企業の管理者は、
1. 予算を調製すること
2. 議会に議案を提出すること
3. 決算を監査委員の審査及び議会の認定に付すこと
4. 過料を科すこと

を除き、法令に特別の規定がない限り、地方公営企業の業務を執行し、当該地方公共団体を代表する（地方公営企業法第8条第1項）。条例により管理者を設置しない場合は、地方公共団体の長が行う（地方公営企業法第8条第2項）。

### 企業職員
企業管理者の権限に属する事務の執行を補助する公務員のことを、企業職員という（地方公営企業法第15条）。

### 企業出納員
地方公営企業を経営する地方公共団体に、地方公営企業の業務に係る出納その他の会計事務をつかさどらせるため、企業出納員を置き、企業職員のうちから、地方公営企業の管理者が命ずる（地方公営企業法第28条第1項、第2項）。 地方公営企業の管理者の命を受けて、出納その他の会計事務をつかさどる（地方公営企業法第28条第3項）。

## 会計

### 地方財政法
地方財政法第5条は地方債を制限しているが、「交通事業、ガス事業、水道事業その他地方公共団体の行う企業（以下「公営企業」という。）に要する経費の財源とする場合」は地方債をもってその財源とすることができる。
また地方財政法第6条は、公営企業で政令で定めるものについては、その経費は、特別会計を設けてこれを行うとしているが、「その性質上当該公営企業の経営に伴う収入をもって充てることが適当でない経費及び当該公営企業の性質上能率的な経営を行なってもなおその経営に伴う収入のみをもって充てることが客観的に困難であると認められる経費」は他会計からの繰り入れを認めている。
地方財政法第6条の「公営企業で政令で定めるもの」とは、地方財政法施行令第46条に定める13種類の事業（水道事業、工業用水道事業、交通事業、電気事業、ガス事業、簡易水道事業、港湾整備事業、病院事業、市場事業、と畜場事業、観光施設事業、宅地造成事業、公共下水道事業）である。

### 地方公営企業法
会計については、一般会計から切り離され企業会計原則に基づき、原則として独立採算方式で行われる（地方公営企業法第17条）。
- 地方公営企業法第20条（経理の方法）
  - 第1項 地方公営企業においては、その経営成績を明らかにするため、すべての費用及び収益を、その発生の事実に基いて計上し、かつ、その発生した年度に正しく割り当てなければならない。
  - 第2項 地方公営企業においては、その財政状態を明らかにするため、すべての資産、資本及び負債の増減及び異動を、その発生の事実に基き、かつ、適当な区分及び配列の基準並びに一定の評価基準に従つて、整理しなければならない。
  - 第3項 前項の資産、資本及び負債については、政令で定めるところにより、その内容を明らかにしなければならない。
- 地方公営企業法施行令第9条（会計の原則）
  - 第1項 地方公営企業は、その事業の財政状態及び経営成績に関して、真実な報告を提供しなければならない。
  - 第2項 地方公営企業は、その事業に関する取引について正規の簿記の原則に従つて正確な会計帳簿を作成しなければならない。
  - 第3項 地方公営企業は、資本取引と損益取引とを明確に区分しなければならない。
  - 第4項 地方公営企業は、その事業の財政状態及び経営成績に関する会計事実を決算書その他の会計に関する書類に明りように表示しなければならない。
  - 第5項 地方公営企業は、その採用する会計処理の基準及び手続を毎事業年度継続して用い、みだりに変更してはならない。
  - 第6項 地方公営企業は、その事業の財政に不利な影響を及ぼすおそれがある事態にそなえて健全な会計処理をしなければならない。

なお法人格を持たないため、地方債の発行主体となることはできない。

### 財政健全化
公営企業を経営する地方公共団体の長は、毎年度、当該公営企業の前年度の決算の提出を受けた後、速やかに、資金不足比率及びその算定の基礎となる事項を記載した書類を監査委員の審査に付し、その意見を付けて当該資金不足比率を議会に報告し、かつ、当該資金不足比率を公表しなければならない（財政健全化法第22条）。
資金不足比率が20%以上を超えた場合、地方公共団体の長は、その年度末までに「経営健全化計画」を定めなければならない（財政健全化法第23条）。

## 日本の主な地方公営企業の一覧

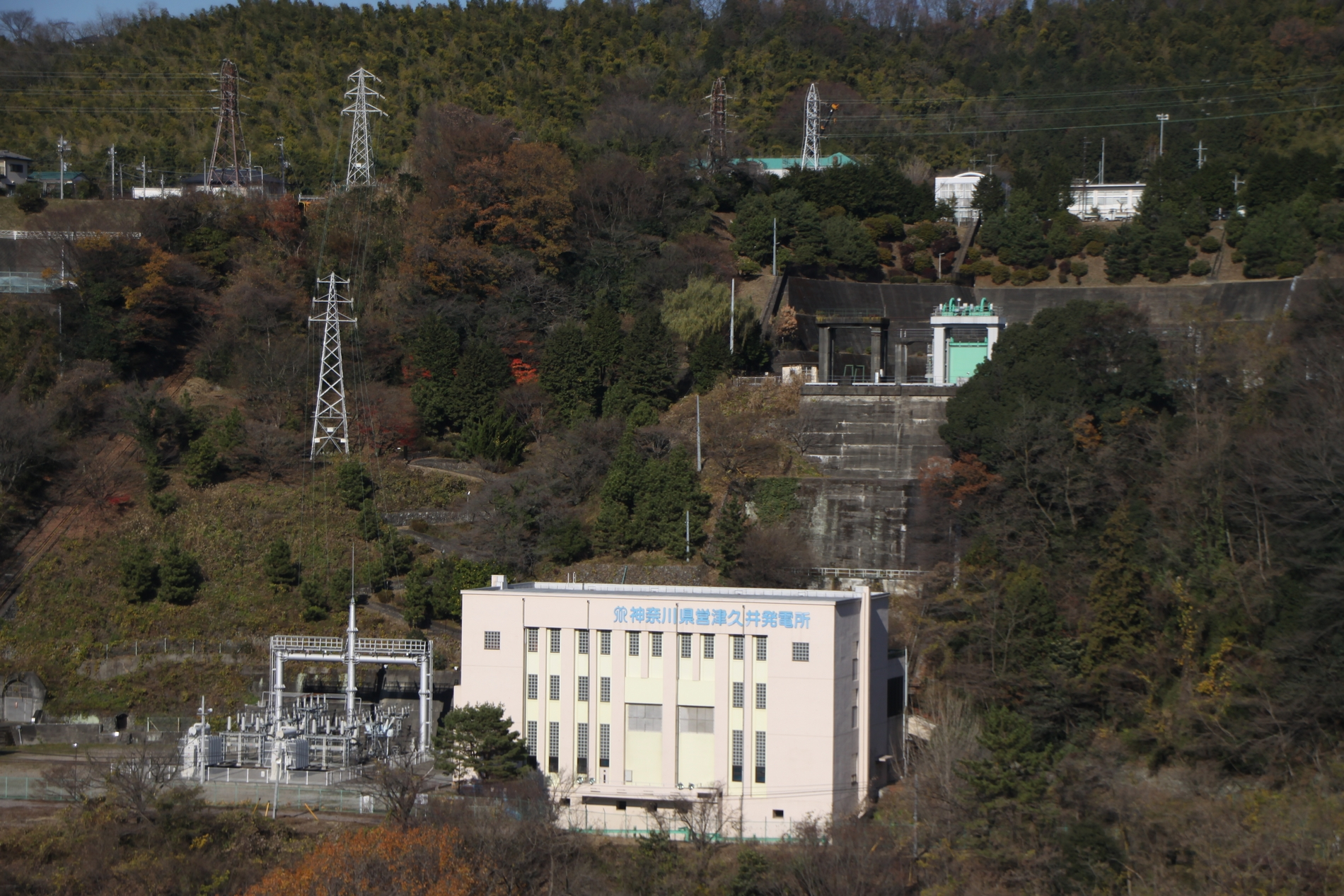
津久井発電所（神奈川県企業庁）

ここでは、主な地方公営企業を記載する。

### 交通事業
軌道事業
- 函館市企業局交通部
- 東京都交通局（東京都電車）
- 熊本市交通局
- 鹿児島市交通局

自動車運送事業
- 青森市企業局交通部（青森市営バス）
- 八戸市交通部（八戸市営バス）
- 仙台市交通局（仙台市営バス）
- 東京都交通局（都営バス）
- 川崎市交通局
- 横浜市交通局（横浜市営バス）
- 名古屋市交通局（名古屋市営バス）
- 京都市交通局（京都市バス）
- 高槻市交通部
- 伊丹市交通局
- 神戸市交通局（神戸市バス）
- 徳島市交通局
- 松江市交通局
- 北九州市交通局
- 佐賀市交通局
- 長崎県交通局
- 鹿児島市交通局
- 沖永良部バス企業団

都市高速鉄道事業（地下鉄）
- 札幌市交通局（札幌市営地下鉄）
- 仙台市交通局（仙台市地下鉄）
- 東京都交通局（都営地下鉄）
- 横浜市交通局（横浜市営地下鉄）
- 名古屋市交通局（名古屋市営地下鉄）
- 京都市交通局（京都市営地下鉄）
- 神戸市交通局（神戸市営地下鉄）
- 福岡市交通局（福岡市地下鉄）

船舶事業
- 鹿児島市船舶局（桜島フェリー）

### 電気事業
- 北海道企業局 - 工業用水事業も兼営
- 秋田県公営企業(秋田県産業労働部) - 工業用水事業も兼営
- 岩手県企業局
- 山形県企業局
- 栃木県企業局
- 群馬県企業局 - 発電所数が最多
- 埼玉県企業局
- 東京都交通局
- 神奈川県企業庁 - 発電量が最多
- 山梨県企業局
- 新潟県企業局
- 長野県企業局 - 水道事業も兼営
- 富山県企業局
- 三重県企業庁
- 京都府公営企業（京都府府民環境部）
- 兵庫県企業庁
- 岡山県企業局
- 鳥取県企業局
- 島根県企業局
- 山口県企業局
- 徳島県企業局
- 愛媛県公営企業管理局
- 高知県公営企業局
- 福岡県企業局
- 熊本県企業局
- 大分県企業局
- 宮崎県企業局

### ガス事業
北海道
- 長万部町水道ガス課 - 水道事業も兼営
- 豊富町商工観光課[8]

東北
- 仙台市ガス局
- 気仙沼市ガス水道部 - 水道事業も兼営
- 男鹿市企業局 - 水道事業も兼営
- 由利本荘市ガス水道局 - 水道事業も兼営
- 庄内町企業課

関東
- 東金市建設経済部ガス課
- 習志野市企業局 - 水道事業も兼営
- 大網白里市ガス事業課
- 九十九里町ガス課
- 白子町ガス事業所
- 長南町事業課ガス事業室

中部
- 小千谷市ガス水道局 - 水道事業も兼営
- 見附市ガス上下水道局 - 水道事業も兼営
- 糸魚川市ガス水道局 - 水道事業も兼営
- 妙高市ガス上下水道局 - 水道事業も兼営
- 上越市ガス水道局 - 水道事業も兼営
- 魚沼市ガス水道局 - 水道事業も兼営

近畿
- 大津市企業局 - 水道事業も兼営。ガス事業は2019年4月1日にコンセッション方式により小売部門を民営化（施設保有・維持管理は継続）。

中国
- 松江市ガス局

四国
なし
九州
なし

### 観光施設事業
宿泊施設
- 長峰荘（長野県安曇野市）[9]
- しゃくなげ荘（長野県安曇野市）[9]
- 有明荘（長野県安曇野市）[9]
- 大天荘（長野県安曇野市）[9]
- 慶野松原荘（兵庫県南あわじ市）[10]

索道その他
- 伊香保ロープウェイ
- 戸隠スキー場
- 野沢温泉スキー場・長坂ゴンドラ・日影ゴンドラ
- 立科町 白樺高原国際スキー場・蓼科牧場ゴンドラ
- 王滝村 おんたけ2240
- 氷ノ山国際スキー場
- 中の原スキー場(大山中の原スキーセンター)
- わかさ氷ノ山スキー場
- 眉山ロープウェイ

その他
- 池田町ブドウ・ブドウ酒研究所